# 八色駅
八色駅（やいろえき）は、新潟県南魚沼市五箇にある、東日本旅客鉄道（JR東日本）上越線の駅である。

## 歴史
- 1965年（昭和40年）1月15日：開業[1][2]。旅客のみを取り扱う無人駅[3]。
- 1968年（昭和43年）7月：駅舎が竣工[注 1]。
- 1987年（昭和62年）4月1日：国鉄分割民営化により、JR東日本の駅となる[4]。

## 駅構造
相対式ホーム2面2線を有する地上駅で、当駅は越後湯沢駅が管理する無人駅となっている。線路東側が越後湯沢方面、西側が長岡方面のホームとなっている。
構内には跨線橋や踏切などのホーム相互間の連絡手段はなく、六日町寄りにある町道の踏切を使用して連絡する必要がある。
両ホームには屋内待合室があるが、駅構内には化粧室の設備はない。

### のりば
| ホーム | 路線    | 方向 | 行先                 |
| ------ | ------- | ---- | -------------------- |
| 西側   | ■上越線 | 下り | 小出・長岡方面       |
| 東側   | ■上越線 | 上り | 六日町・越後湯沢方面 |

※当駅では案内上の番線番号は設定されていない。

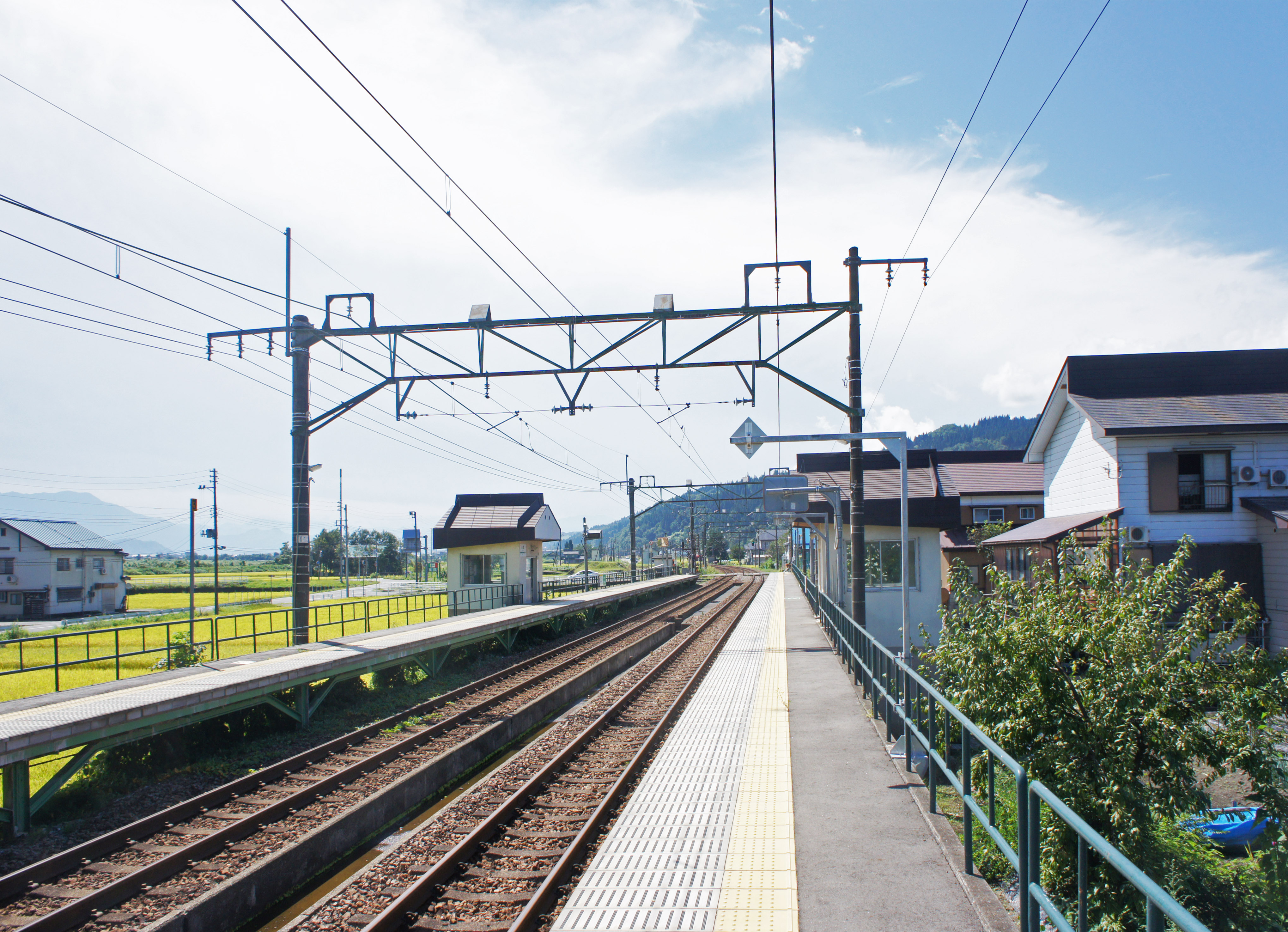
ホーム（2021年9月）

## 駅周辺
周辺には工業団地や自動車学校などが所在する。かつては、スポーツコム浦佐国際スキー場が所在した。

## バス路線
越後交通グループの南越後観光バスが運行する路線バス、および南魚沼市のコミュニティバス「市民バス」が当駅周辺を経由する。
- 南越後観光バス - 駅を出て南側すぐの国道17号沿いに位置する「境川」が最寄りバス停となる。
  - MK 六日町＝浦佐＝小出 線[6][7]
- 市民バス - 駅南側の「境川」（南越後観光バスのものとは異なる）が最寄りバス停となる。
  - ■ 浦佐・五箇コース[8]

## 隣の駅
東日本旅客鉄道（JR東日本）
■上越線
浦佐駅 - 八色駅 - 小出駅